# Палац (группа)
Палац — белорусская фолк-рок/фолк-модерн-группа.

## История группы
В 1987 году Олег Хоменко, вернувшись из армии, познакомился с Юрием Выдронком, с которым они учились в Минском Институте Культуры (сейчас Белорусский государственный университет культуры и искусств). Парни начали заниматься совместным творчеством. В 1988 году из армии возвращается Дмитрий Коробач, который учился там же и был другом Юрия. Дмитрий присоединился к команде и была создана группа, пока без названия. Группа играла на свадьбах свои собственные и Советские свадебные песни. В 1989 году к группе присоединился Юрий Беляков. В 1992 году по инициативе Олега Хоменко, группа получила название «Палац». Этот год и считается датой создания группы. В репертуар группы вошли белорусские песни, которые аранжировались в соответствии с современными тенденциями популярной музыки и активным использованием семплерных технологий. В это время в группу вошёл Дмитрий Войтюшкевич. Группа начала активно выступать на концертах и фестивалях, начала получать популярность. в 1993 году по результатам фестиваля «Radio France International» «Палац» был назван в десятке лучших коллективов Восточной Европы. В 1994 году были первые гастроли «Палац» в Германии. В 1995 вышел в продажу первый альбом группы с одноимённым названием. Он был записан при поддержке рекорд-компании «Vigma». В 1998 году Юрий Выдронок ушёл из группы, и Олег Хоменко стал художественным руководителем коллектива.
В разные годы группа участвовала в таких фестивалях как «Славянский базар» (Белоруссия), «Басовище» (Польша), «Tanz und Folkfest» (Германия), «Азия Дауысы» (Казахстан), «Суклегос» (Литва), «Молодечно» (Молодечно), «Казачий круг» (Россия), «Рок-коронация» (Беларусь), «Краина мрии» (Украина), «Bela Music» (Беларусь). На многих из них «Палац» побеждал в конкурсах и получил немало премий и наград. В 2007 году группа «Палац» участвовала в конкурсе «Еврофест» (отборочный тур на Евровидение-2008), где заняла третье место по результатам голосования зрителей. В 2010 группа написала и исполнила гимн для минского хоккейного клуба «Динамо». Текст гимна — на белорусском языке.
На песню «Русалки» были записаны ремиксы диджеями Англии и Германии. Некоторые песни группы «Палац» входят в состав сборников «Нашествие».

## Стиль
Сама группа Палац позиционирует себя под стилем фолк-модерн. «Музыкальная газета», публикуемая в интернете издательством Nestor, назвала группу Палац родительницей аранжированного фолка. В Европе группу «Палац» относят к жанру фолк-рок.

## Состав

### Текущий состав
- Олег Хоменко (вокал, гитара)
- Юрий Беляков (труба, жалейка, вокал)
- Дмитрий Коробач (аккордеон, лира, вокал)
- Андрей Терехович (ударные)
- Сергей Труханович (гитара)
- Андрей Хвисевич (Рэй) (клавишные, дуда)
- Дмитрий Жигарев (бас-гитара)
- Всеволод Гродников (звукорежиссёр)

### Бывшие участники
- Дмитрий Войтюшкевич
- Юрий Выдронок
- Сергей Кононович
- Александр Старожук
- Андрей Щитковец

## Дискография
- 1995 — «Палац»
- 1997 — «Дарожка»
- 2001 — «Лепшае»
- 2002 — «Танчыць Палац» (сборник ремиксов)
- 2002 — «Чужыя дзеўкі»
- 2004 — «Сьвяточны»
- 2012 — «Кола грукатала»
- 2012 — «Салдат-доктар»

## Документальные фильмы
- 1997 — «Палац» — документальный видеофильм (54 минуты) о фолк-рок ансамбле «Палац». Автор сценария Д. Подберезский, режиссёр-оператор Юрий Елхов. Композитор Ю. Выдронок. Студия «Белвидеоцентр» (Минск).